# 鄭棣
鄭棣（越南语：／，?—?），越南黎中興朝第9代郑主毅祖鄭楹的儿子。
紹郡公鄭棣跟随范輝基學习，范輝基因罪被廢，怀有怨恨，让鄭棣謀为不軌。樹置黨羽。引楊仲謙爲家客，約以黎显宗景兴二十八年（1767年）閏九月二十四日擧事。楊仲謙向第10代郑主鄭森告密，事发。鄭棣下獄，范輝基被誅。景兴四十七年（1786年），西山起义，京城失守，瑞郡公鄭棣隠藏在於嘉林；裕祖鄭杠（第8代郑主，鄭楹之兄）之子琨郡公鄭槰隠藏在彰德。西山兵退，舊臣辰忠侯張洵與楊仲濟（楊仲謙），各率乡兵，保衞鄭棣入城，卽王位，倉卒之间没有响應之人。昭統帝降詔誥責备張洵、楊仲謙，因为他们不請命有罪。張洵不知说什么好，楊仲謙對使者撕裂詔书，言辭褻慢。昭統帝得知，大怒。当时，琨郡公鄭槰也向昭統帝奉表，言辭恭敬，昭統帝非常高兴，于是降旨召鄭槰。朝臣得知張洵、楊仲謙所作所為，于是捨弃鄭棣而投鄭槰。鄭槰到达仁睦橋，張洵、楊仲謙出兵抵御。楊仲謙在靖王時，曾经告发鄭棣謀反，现在雖擁立鄭棣而心懷異圖，于是派遣家將迎接鄭槰，張洵没有发覺，鄭槰將近京城，張洵見前面引路的都是楊仲謙之兵，于是大潰，挾持鄭棣北讨。昭統帝册封琨郡公鄭槰爲元帥總國政晏都王。